# Palmitoleinsäure
Palmitoleinsäure (chemisch: cis-Hexadec-9-ensäure) ist eine einfach ungesättigte Fettsäure mit 16 Kohlenstoffatomen. Die Doppelbindung befindet sich zwischen C9 und C10 bzw. vom Ende der Kohlenstoffkette aus gesehen am siebten Kohlenstoffatom, es handelt sich somit um eine Omega-7-Fettsäure. Die Monoensäure zählt zu den nicht-essentiellen Fettsäuren.
Sie wurde erstmals 1854 von Gotthard Hofstädter im Walrat gefunden und unter dem Namen Physetölsäure bekannt. Der heutige Name wurde 1927 vorgeschlagen, fast gleichzeitig wurde entdeckt, dass die Zoomarinsäure identisch ist.

## Vorkommen
Palmitoleinsäure kommt in Pflanzenfetten häufig vor, meistens in geringeren Mengen bis ca. 10 %. In größeren Mengen kommt sie (chemisch gebunden an Glycerin) als Glycerid in tierischen Geweben wie Depotfett von Vögeln, Nage- und einigen Säugetieren sowie Reptilien und Amphibien, in Fisch- und Seetierölen sowie Walrat und in Säugetier-Leber vor. Auch in Muttermilch wurde sie nachgewiesen.

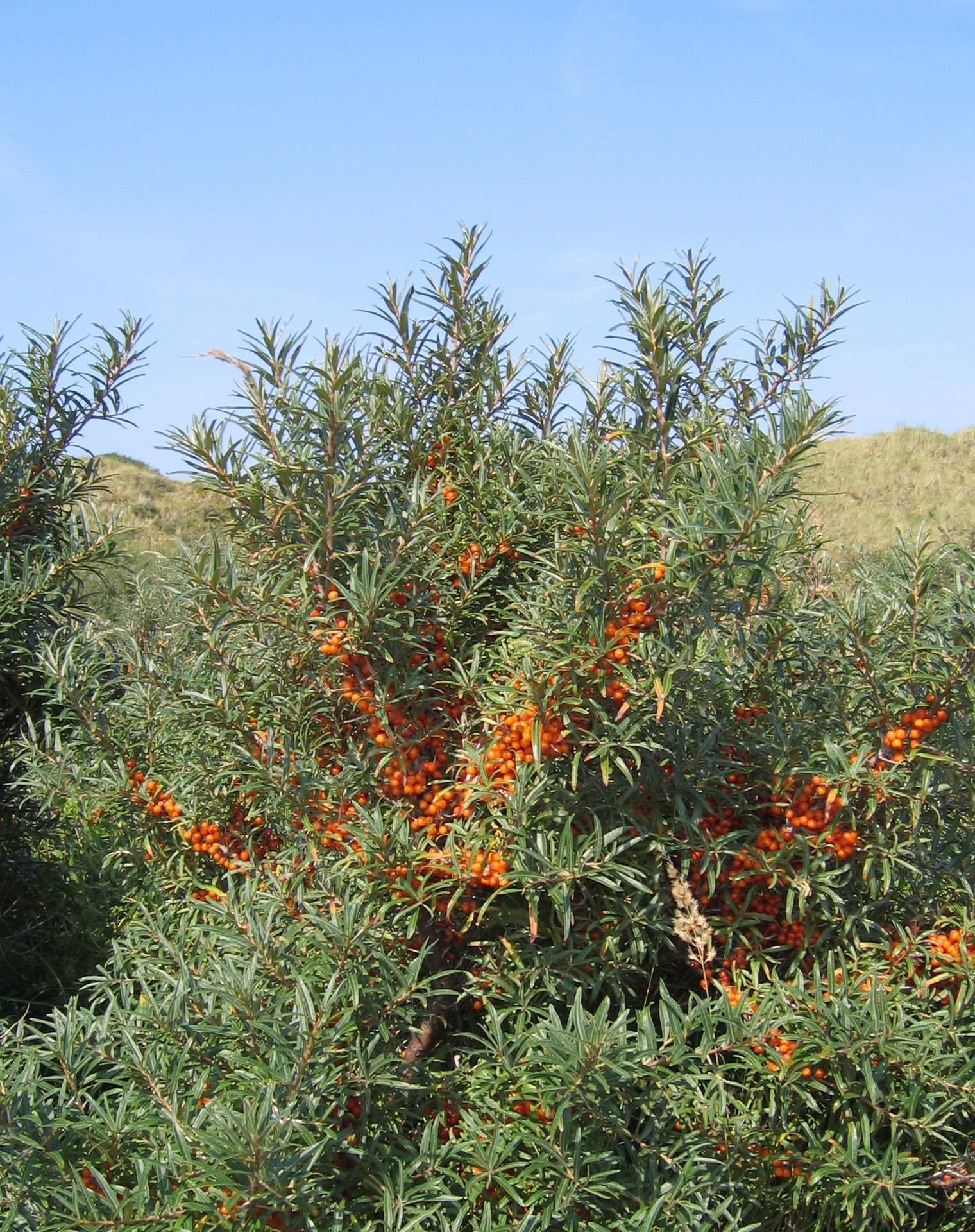
Sanddorn (Hippophae rhamnoides)

In pflanzlichen Fetten und Ölen kommen Palmitoleinsäure-haltige Triacylglyceride in hoher Konzentration im Sanddornöl von bis über 32 % der Fettsäurereste, im Macadamiaöl und im Avellanaöl der Chilenischen Haselnuss zu ca. 20 % der Fettsäurereste vor. Sie werden darum als Ersatz für Nerzöl verwendet, das etwa 17–20 % enthält. Sie kommt weiter in verschiedenen Algenölen und im Samenöl der Schakalbeere Diospyros mespiliformis, im Fruchtfleisch der Zuckermelone (Cucumis melo), der Papaya (Carica papaya) und der Kaki (Diospyros kaki) in größeren Mengen vor. Ebenfalls in erhöhter Konzentration kommt sie in den Fettsäuren von Bäckereihefe vor.
Die Palmitoleinsäure ist ebenfalls in der Fraktion der freien Fettsäuren des Stratum Corneum (die äußerste Schicht der Epidermis) zu knapp 4 % enthalten, weshalb sie in kosmetischen Anwendungen und der Lederpflege begehrt ist. Sie ist ein Lipokin mit hormonartiger Wirkung, Bezeichnung für Palmitoleinsäure als ein von Fettgewebe freigesetztes Lipid mit hypothetischer Hormon-Wirkung.
Die Biosynthese geschieht ausgehend von der Palmitinsäure durch deren Desaturierung, also die Umwandlung von gesättigten in ungesättigte Verbindungen, mittels des Enzyms Delta-9-Desaturase (SCD). Sie entsteht auch durch β-Oxidation aus der Vaccensäure, der umgekehrte Fall, die Elongase der Vaccensäure ergibt wieder die Palmitoleinsäure.

## Isomere
In pflanzlichen Quellen finden sich eine Reihe von Isomeren der Palmitoleinsäure. Die cis-Isomere (4Z)-,(5Z)-,(7Z)- (Hypogäsäure),(8Z)-,(10Z)-, (11Z)-Hexadecensäure, und die trans (3E)-Hexadecensäure.
Sie kommt in natürlichen Quellen auch als trans-Stereoisomer, also der Palmitelaidinsäure (E)-9-Hexadecensäure, vor z. B. in Milchprodukten.
Im menschlichen Talg (Sebum) kommt zu über 20 % das spezielle Regioisomer, die Sapiensäure (C16:1-delta-6c) vor, die hier durch eine Delta 6-Desaturase der Palmitinsäure entsteht.